# Арвеладзе Леван Гівійович
Лева́н Гі́війович Арвела́дзе (нар. 6 квітня 1993, Тбілісі, Грузія) — український футболіст грузинського походення, півзахисник клубу «Андижан».

## Біографія

### Ранні роки
Леван Арвеладзе народився 6 квітня 1993 року у Тбілісі. Футболом почав займатися з шести років, перший тренер — Темур Поцхвелія. Спочатку проживав у Грузії, у складі юнацьких команд брав участь у різноманітних турнірах, зокрема й у DANACAP, який проходив у Данії у 2007 році, переможцем якого у складі свого клубу він і став.
У 2007 році у 13-річному віці переїхав до України. Завдяки тренеру Гелі Глонти та заступника спортивного директора «Дніпра» потрапив до молодіжної академії клубу. Із 2010 по 2011 рік у складі дніпровського клубу виступав у першості дублерів, у якій зіграв 12 матчів. У 2011 році переїхав до Кривого Рогу, де виступав у першості дублерів за місцевий «Кривбас». Загалом за криворізьку команду до 2013 року в першості дублерів зіграв 39 матчів.

### Доросла кар'єра
Напередодні закриття трансферного вікна в сезоні 2013/14 на запрошення Володимира Книша перейшов до складу стрийської «Скали». У стрийському клубі відіграв один сезон. Дебютував за свій новий клуб 14 липня 2013 року в домашньому матчі 1-го туру Другої ліги чемпіонату України проти криворізького «Гірника». Його клуб поступився з рахунком 0:1. Леван у тому поєдинку вийшов у стартовому складі, але під час перерви в матчі його замінив Дмитро Скакун. Був ключовим гравцем команди, відіграв 30 матчів та забив 1 м'яч у чемпіонаті України, ще 1 поєдинок у складі «Скали» провів у кубку України. Проте молодий гравець часто травмувався, отож вирішив змінити обстановку та залишити клуб.
Після того, як залишив «Скалу», відправився на перегляд до ужгородської «Говерли», перебував у розташуванні клубу півтора місяця, але до підписання контракту справа так і не дійшла. У 2014 році відіграв 2 матчі (1 гол) у чемпіонаті Сумської області за роменський «Агробізнес TSK». У складі роменського клубу став переможцем обласного чемпіонату та кубку.
У лютому 2015 року перейшов до охтирського «Нафтовика-Укрнафти», у якому виступав протягом 2015—2016 років. У складі охтирського клубу в Першій лізі зіграв 27 матчів та забив 5 м'ячів. Ще 1 матч у складі «Нафтовика» провів у кубку України. У сезоні 2016/17 Арвеладзе відіграв 19 матчів, забив 6 м'ячів та відзначився 5-ма результативними передачами.
На початку грудня 2016 року перейшов до складу чернігівської «Десни».

## Досягнення
- Чемпіонат Сумської області
  -  Чемпіон (1): 2014

- Кубок Сумської області
  -  Володар (1): 2014

- Кубок Узбекистану
  -  Володар: 2024

## Стиль гри
У молодіжних першостях виступав на позиції атакувального півзахисника. Після переходу до стрийської «Скали» Володимир Книш перевів Левана на позицію лівого захисника. Однаково добре володіє лівою та правою ногою, технічний виконавець. Проте в «Нафтовику» Арвеладзе довелося грати як на правому фланзі, так і нападником.

## Особисте життя
Улюблена українська команда — «Дніпро» (Дн), закордонний клуб — «Манчестер Юнайтед».